# Флаг муниципального округа Перово
Флаг муниципального округа Перо́во в Восточном административном округе города Москвы Российской Федерации.
Первоначально данный флаг был утверждён решением муниципального Собрания «Перово» от 21 декабря 2004 года № 53 как флаг муниципального образования Перово.
Законом города Москвы от 11 апреля 2012 года № 11, муниципальное образование Перово было преобразовано в муниципальный округ Перово.
Решением Совета депутатов муниципального округа Перово от 8 сентября 2020 года № 047−09/20 этот флаг был переутверждён флагом муниципального округа Перово.

## Описание
Описание флага, утверждённое решением от 21 декабря 2004 года № 53, гласило:
«Флаг муниципального образования Перово представляет собой двустороннее, прямоугольное полотнище с соотношением сторон 2:3.
В центре зелёного полотнища помещено изображение перекрещённых жёлтого рожка, обращённого в верхний угол, противоположный древку, и белого пера. Габаритные размеры изображения составляют 5/12 длины и 5/8 ширины полотнища».
Описание флага, утверждённое решением от 8 сентября 2020 года № 047−09/20, гласит:
«Прямоугольное двухстороннее полотнище зелёного цвета с отношением ширины к длине 2:3, на котором воспроизведены фигуры из герба муниципального округа Перово, исполненные в белом и жёлтом цветах».
Описание герба: «В зелёном поле косвенно накрест золотой охотничий рожок (раструбом вверх влево) и поверх него серебряное перо».

## Обоснование символики
Первые сведения о местности под названием Перово относятся к XVI веке. В писцовых книгах того времени упоминаются пустоши «Тетеревники и Пирогово, Перово тож» которые были приписаны к селу Бортному (район Вешняки), где жители в дуплах деревьев добывали дикий мед. В те времена пустошью называлась запустевшая (пустопорожняя), заброшенная территория, на которой когда-то существовало поселение, покинутое людьми из-за войны, голода, смерти последних владельцев, исчезновения источников воды.
В средние века пустоши Перово, Тетерки находились на окраине обширных лесных владений московских великих князей и царей. Здесь, на востоке от Москвы, в XV—XVII веках располагались охотничьи угодья и слободы служилых людей, связанных с этим промыслом. Леса, богатые дичью, протянулись от дворцового села Измайлова до Вешняков. Возникновение первых поселений на месте некоторых современных районов Восточного административного округа связаны с организацией царской охоты. Здесь, на востоке от Москвы, рядом с охотничьими угодьями постепенно начали располагаться слободы государевых ловчих людей — профессиональных охотников (тетеревников), связанных с этим промыслом.
Среди лесных земель на этой территории выделялась пустошь Перово — глухая болотистая местность, богатая дикой птицей. Природные условия в Перово были особенно благоприятны для обитания диких птиц, на которых и велась охота в заболоченных участках леса.
Во 2-й половине XVII века на месте пустоши возникает сельцо Перово.
Жители сельца в свою очередь охотились на дичь, заготавливали перья и пух, поставляя их в Москву для продажи.
В XIX веке в связи с повышением плотности заселения Подмосковья и вырубкой лесов охотничий промысел теряет свою актуальность. Однако деревня Новотетерки существовала до середины 1980-х годов, а последний деревянный дом, стоявший около детской поликлиники № 31, был снесен только в 2006 году.
В середине XIX века село Перово становится дачным местом, которое в 1862 году получает статус дачного посёлка.
В составе Московской губернии (с 1929 года Московская область) поселку Перово в 1925 году предоставлен статус города. В 1930-е годы в состав города Перово вошли город Кусково, дачные посёлки Новогиреево, Чухлинка и Плющево, а также село Карачарово.
Указом Президиума Верховного Совета РСФСР 18 августа 1960 года по Московской кольцевой автомобильной дороге была установлена новая граница города Москвы и город Перово был включён в территориальные границы Москвы, а его территория была поделена между Калининским и Ждановским районами Москвы. В 1969 году были образованы Перовский и Волгоградский районы, в состав которых вошла территория бывшего города.
После административной реформы, проведенной в Москве в 1991 году прежние районы, были упразднены и образованы административные округа, в том числе и Восточный административный округ, в границах которого в 1995 году и был создан район Перово. В 2003 году в территориальных границах района создан ещё и муниципальный округ под тем же названием, что и район.
Территория, занимаемая городом Перово, не совпадает с территорией нынешнего района и муниципального округа. Территория нынешнего района и муниципального округа Перово располагается лишь в центральной части бывшего города Перово.
Флаг языком символов и аллегорий отражает исторические и топонимические особенности муниципального образования.
Зелёный цвет на флаге символизирует богатые охотничьи лесные угодья, некогда существовавшие на территории муниципального округа Перово.
Золотой охотничий рожок символически указывает на один из основных видов деятельности жителей села Перово промышлявших в средние века добычей боровой и водоплавающей перелётной птицы.
Серебряное перо также символически указывает на другой вид деятельности жителей села Перово — заготовку пера и пуха, и последующей их поставки в Москву для продажи, а также отображает название муниципального округа.
Примененные на флаге цвета символизируют:
зелёный цвет — символ природы, роста, жизни, надежды изобилия;
жёлтый цвет (золото) — символ надежности, богатства, стабильности, устойчивости и процветания;
белый цвет (серебро) — символ чистоты, верности, открытости, доброты.